# Dekompensation
Als Dekompensation (von lateinisch decompensatio = ‚Unausgeglichenheit‘, ‚Entgleisung‘) bezeichnet man den Zustand eines Patienten, wenn dessen Körper oder Psyche übermäßige Belastungen (z. B. eine Fehlfunktion eines Organsystems oder eine akute oder vergangene Stressbelastung) nicht mehr ausgleichen, das heißt kompensieren kann, so dass Symptome offen zu Tage treten. Die Dekompensation ist also eine nachweisbare Verminderung einer Organfunktion oder die nicht mehr funktionierende Kompensation. Der Dekompensation geht oft eine Phase der kompensierten Störung voraus, während der noch keine oder nur geringfügige Symptome bestehen. Wird die Minderleistung wieder ausgeglichen, spricht man von einer Kompensation, mitunter auch von einer Rekompensation.

## Definitionen
In der Medizin wird die Rekompensation definiert als die „Beseitigung eines Dekompensationszustandes, das heißt Wiederherstellung einer ausreichenden Funktion durch Mobilisieren ausgleichender Kräfte“. Die Kompensation wird in demselben Wörterbuch dagegen nach Alfred Adler in der Psychologie definiert als ein „Ausgleich angeborener Mängel durch besondere Leistungen auf anderen Gebieten.“
Einerseits definiert der aktuelle Medizin-Duden die Rekompensation als die „Wiederherstellung des Kompensationszustandes“ und andererseits die Kompensation als den „Ausgleich einer durch krankhafte Organveränderungen gestörten Funktion eines Organs.“ Die Dekompensation ist nach diesem Standardwerk das „Offenbarwerden einer latenten Organstörung durch Wegfall einer Ausgleichsfunktion.“ Der Fremdwörterduden erklärt die Dekompensation tautologisch als „versagende Kompensation eines Organs“.
Das Wörterbuch von Willibald Pschyrembel verzichtet auf die Stichwörter Kompensation und Rekompensation. Die Dekompensation wird als nicht mehr ausreichende Kompensation oder als Entgleisung definiert.
Das Wörterbuch der Medizin von Maxim Zetkin und Herbert Schaldach kennt nur die kardiale Dekompensation als Manifestation einer Herzleistungsstörung mit der kardialen Rekompensation als Beseitigung dieser Herzfunktionsdekompensation. Bei der Kompensation werden dagegen ausführlich drei verschiedene Sachverhalte beschrieben (Pathologie, Psychologie und Genetik).

## Pathophysiologie
Als Dekompensation wird das Versagen der Ausgleichsleistungen zur Aufrechterhaltung der Funktionstüchtigkeit eines geschädigten oder geschwächten Organs bezeichnet. Die Kompensationen versagen. Krankheiten, Belastungen oder ein Leistungsrückgang im Alter führen zur Dekompensation. Eine Kompensation kann durch das geschädigte Organ selbst bewirkt werden oder durch andere gesunde Organe. Ab einem bestimmten Schweregrad erschöpft der körpereigene Kompensationsmechanismus jedoch entweder teilweise oder aber vollständig. Ein weiteres Gegensteuern im Rahmen der Selbstheilung wird unmöglich. Dieser Zustand wird als Dekompensation bezeichnet. Für eine Rekompensation sind therapeutische Maßnahmen erforderlich.

## Hinweise
Die Wortfolge Kompensation – Dekompensation mit Rekompensation – Kompensation kann in zwei verschiedenen Zusammenhängen gebraucht werden:
- gesund – krank – gesund,
- schwach – schwächer – schwach.

Sprachwissenschaftlich werden die Substantive Kompensierung und Kompensation unterschieden. Dabei gilt die Kompensierung als Bildungssprache oder Fachsprache.
Das Wort Rekompensation bedeutet in der Finanzwirtschaft eine finanzielle Entschädigung.
Als Überkompensation oder Superkompensation bezeichnet man den übersteigerten Ausgleich einer Dekompensation.

## Beispiele
- In Extremsituationen aller Art kann es zu einem Multiorganversagen kommen.
- Kardiale Dekompensation:  Eine Herzinsuffizienz ist dekompensiert, wenn Wasseransammlungen (Ödeme) oder Luftnot (Dyspnoe) bereits in Ruhe auftreten. Bei der kompensierten Herzinsuffizienz hingegen bestehen trotz bereits vorhandener Funktionsstörung des Herzens noch keine Symptome oder sie treten nur bei stärkerer körperlicher Belastung auf.
- Renale Dekompensation: Eine Niereninsuffizienz ist kompensiert, wenn die Störung der filtrativen Nierenfunktion zwar messbar ist, aber noch keine bedeutsamen Symptome verursacht hat. Von der Dekompensation spricht man, wenn es zu erheblichen Wasseransammlungen im Körper oder zu anderen Symptomen durch die Kumulation harnpflichtiger Substanzen kommt (Urämie).
- Dekompensation des Tinnitus: Ein chronischer Tinnitus gilt als kompensiert, wenn die auftretenden Störgeräusche den Alltag des Patienten nicht beeinträchtigen. Im umgekehrten Fall spricht man von einem dekompensierten, also störenden Tinnitus.
- Ein dekompensiertes Schilddrüsenadenom führt zur Hyperthyreose.
- Neurologische Dekompensation: Leseschwächen oder sonstige mentale Schwierigkeiten treten zu Tage, nachdem kein Ausgleich durch andere Gehirnareale mehr möglich ist.
- Horst-Eberhard Richter beschrieb 1963 eine neurotische Dekompensation.[13][14][15]
- Psychische Dekompensation (siehe Abwehrmechanismus, Selbstregulation und Selbstregulation (Psychologie)).
- Ein Narzissmus und eine Borderline-Störung können dekompensieren.[16]
- Psychologische Dekompensation (siehe Kompensation (Psychologie)).
- Akute Dekompensation bei Leberversagen (zum Beispiel dekompensierte Leberzirrhose).
- Vaskuläre Dekompensation: Die örtliche Gefäßregulation kommt zum Erliegen bei unzureichender Durchblutung von Organen.